# 孙景坤
孙景坤（1924年10月—2023年1月7日），男，汉族，奉天（今辽宁）庄河人，中华人民共和国军事人物。七一勋章获得者。 
2023年1月7日，孙景坤因病医治无效在辽宁省丹东市逝世，享年100岁。